# Asai Ryōi
En aquest nom japonès, el cognom és Asai.
Asai Ryōi (浅井 了意, cap a 1612 – 29 de gener de 1691) va ser un escriptor japonès que va escriure a principi del període Edo. Era un clergue budista d'un temple de Kyoto. És considerat com un dels millors escriptors de la forma literària popular Kanazōshi. Va escriure obres en diversos gèneres i el més comú va ser el de celebrar la vida urbana contemporània.

## Ukiyo Monogatari
Contes del Món Flotant (浮世物語, Ukiyo Monogatari, 1666) és considerat la primera obra que desvetlla les diferències de concepció de la vida entre els períodes ukiyo budista i Edo.
L'heroi de l'obra, Ukiyobō, és un clergue budista que aprén de la vida i dels seus plaers per guanyar il·luminació. La serietat dels samurais és satiritzada.

## Otogi Bōko
'Titelles de Má' (御伽婢子, Otogi Bōko, 1666) és una adaptació de contes xinesos, Jian Deng Xin Hua ('Noves històries sota la llum de la làmpada'). Les històries es canvien per tal de reflectir la vida urbana contemporània.